# Et Julebrev
Et Julebrev er en dansk stumfilm fra 1910 produceret af Nordisk Films Kompagni. Filmens instruktør er ukendt.

## Handling
Denne artikel mangler et handlingsreferat. Hjælp os med at skrive det.

## Medvirkende
- Petrine Sonne
- Julie Henriksen
- Ingeborg Rasmussen
- Otto Lagoni
- Rigmor Jerichau